# Dorota Ustianowska
Dorota Ustianowska, z d. Kata (ur. 24 czerwca 1970) – polska lekkoatletka, specjalizująca się w biegach średniodystansowych i długodystansowych, mistrzyni Polski.

## Kariera sportowa
Była zawodniczką klubów Budowlani Częstochowa i MLKS Goświnowice.
Na mistrzostwach Polski seniorek zdobyła sześć medali - złote w sztafecie 4 x 400 metrów w 1992 i biegu przełajowym na 4 km w 2002, srebrne w biegu na 1500 metrów w 1990 i sztafecie 4 x 400 metrów w 1991, brązowe w biegach na 800 metrów i 1500 metrów w 1992. W halowych mistrzostwach Polski seniorek zdobyła pięć medali - srebrne medale w biegu na 800 metrów w 1992, biegu na 1500 metrów w 1991 i 1992 i brązowe w biegu na 800 metrów w 1991 i biegu na 3000 metrów w 1994 i 2002.    
Przerwała karierę ok. roku 1992 i powróciła do systematycznych startów w 2000. Wygrała kilka biegów maratońskich (w Dreźnie - 2001, Otterndorf - 2002, Düsseldorfie - 2004, Ratyzbonie - 2004, Karlsruhe - 2004, 2005, Lizbonie - 2008)
W 2015 została przełajową mistrzynią Europy weteranów w kategorii K-40
Rekordy życiowe:
- 400 m – 55,52 (24.07.1988)
- 800 m – 2.04,01 (11.08.1991)
- 1000 m – 2.47,26 (24.05.1988)
- 1500 m – 4.12,28 (07.06.1992)
- 5000 m – 16.49,57 (04.08.2000)
- półmaraton – 72:42 (06.04.2008)
- maraton – 2:38.00 (21.10.2001)